# Thetford
Thetford este un oraș în comitatul Norfolk, regiunea East, Anglia. Orașul se află în districtul Breckland.

## Personalități născute aici
- Thomas Paine (1737 - 1809), jurnalist, filozof iluminist, revoluționar american.